# 레들 대령
《레들 대령》(Redl Ezredes, Colonel Redl)은 오스트리아에서 제작된 이스트반 자보 감독의 1985년 드라마 영화이다. 존 오스본의 희곡 《나를 위한 애국자》를 기반으로 제작되었으며, 제1차 세계 대전 전 시기를 배경으로 하고 있다. 클라우스 마리아 브랜다우어 등이 주연으로 출연하였다.

## 출연

### 주연
- 클라우스 마리아 브랜다우어
- 아민 뮬러 스탈
- 구드룬 란트그레베
- 잔 니클라스

### 조연
- 도로탸 우드바로스
- 한스 크리스찬 블레흐
- 라슬로 멘사로스
- 안드라스 발린트
- 라슬로 갈피
- 카롤리 에페르제
- 로버트 라토니

## 기타
- 원작자: 존 오스본
- 미술: 요제프 롬바리